# Aéroport de Yeosu
L'aéroport de Yeosu/Sunchéon est un aéroport sur Yeosu, en Corée du Sud (code IATA : RSU • code OACI : RKJY). En 2011, 618 970 passagers ont utilisé l'aéroport.

## Situation
| \| 50 km1:8 448 000 \| Cheongju Daegu Busan · Gimhae Séoul · Gimpo Gunsan Gwangju Séoul · Incheon Jeju Muan Pohang Sachéon Ulsan Wonju Yangyang Yeosu |
| 50 km1:8 448 000 |

## Statistiques
Pour des raisons techniques, il est temporairement impossible d'afficher le graphique qui aurait dû être présenté ici.

Voir la requête brute et les sources sur Wikidata.

## Compagnies aériennes et destinations
| Compagnies      | Destinations       |
| --------------- | ------------------ |
| Asiana Airlines | Jeju , Séoul-Gimpo |
| Korean Air      | Jeju, Séoul-Gimpo  |

1. ↑  "La Corée Du Sud Les Statistiques De Trafic". airport-information.com.
2. ↑  (en-GB) « Asiana adds Jeju – Yeosu operation in W16 », routesonline (consulté le 25 octobre 2016).